# Aufseherin

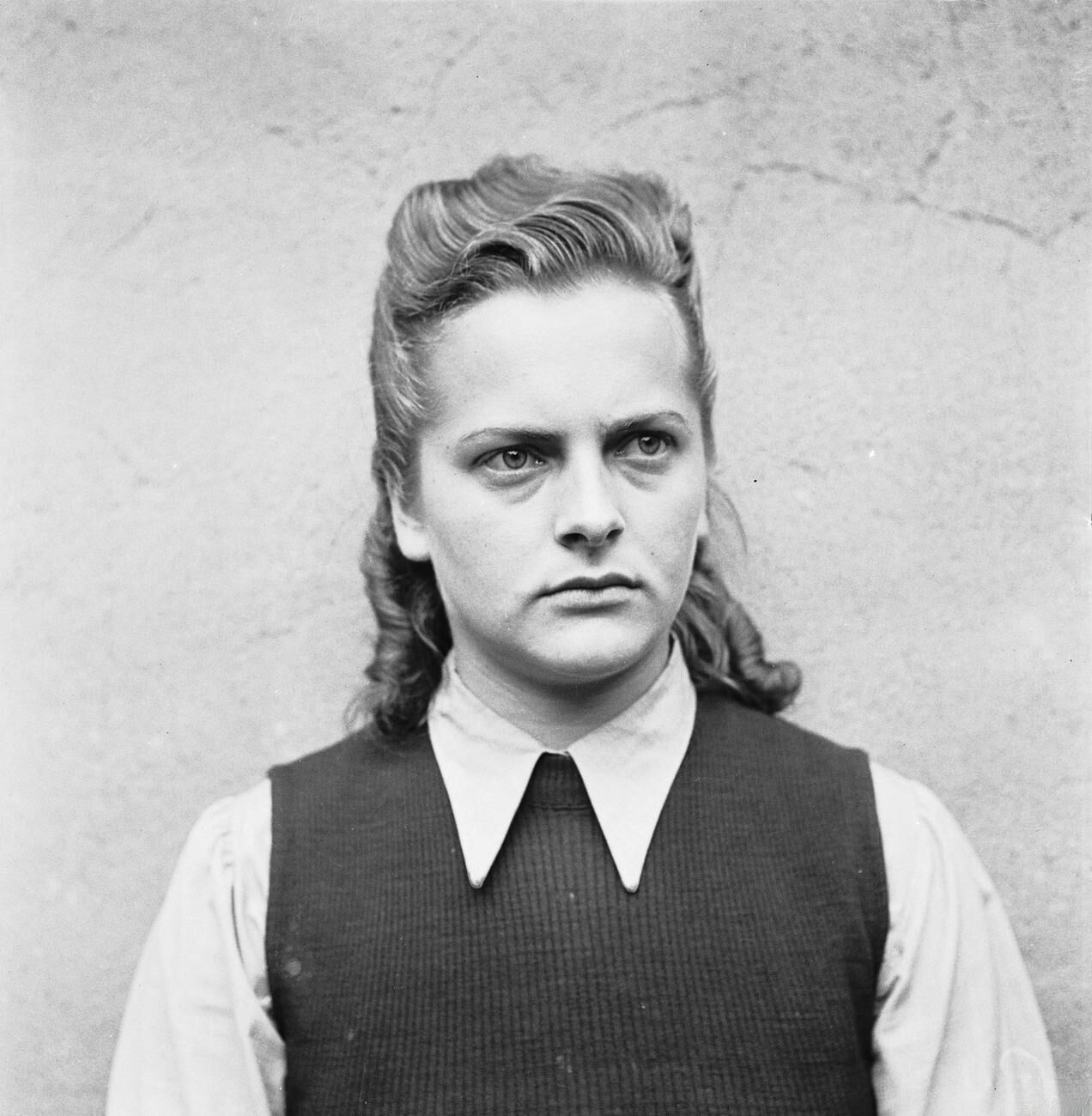
Irma Grese was een kampleidster van Auschwitz.

Een Aufseherin was een vrouwelijke bewaker van een concentratiekamp tijdens de Tweede Wereldoorlog in nazi-Duitsland. Van de 55.000 bewakers die werkzaam waren in de nazi-Duitse concentratiekampen, waren er ongeveer 3.600 vrouw. In 1942 arriveerden de eerste vrouwen in Auschwitz en Majdanek vanuit Ravensbrück. Het jaar daarop werden er steeds meer vrouwen aangetrokken, omdat er een tekort ontstond aan mannelijke bewakers.
De vaak jonge vrouwen kwamen veelal hooguit uit de middenklasse en hadden over het algemeen weinig werkervaring. Voorheen waren ze vaak verpleegster, kapster, conducteur of winkel- of magazijnbediende. De Duitse overheid plaatste advertenties in de kranten waarin gezonde vrouwen werden opgeroepen hun liefde voor het "Reich" te tonen. Ze boden goede arbeidsomstandigheden en een goed salaris. Een belangrijke voorwaarde was wel dat ze Rijks- of Volksduitsers waren.
Officieel was hun taak de mannelijke bewakers te assisteren om de orde te bewaren in de concentratiekampen. Maar het kwam vaak voor dat ze de gevangenen afranselden, mishandelen of zelfs vermoordden. Ook hielpen ze mee met de selecties voor de gaskamers.
Veel Aufseherinnen waren (of leken althans) normale mensen, totdat ze aan het werk gingen in een concentratiekamp: ze gedroegen zich onmenselijk. Als oorzaken van hun gewelddadige misdragingen kunnen worden genoemd:
- De zware opleiding, waarbij ze geïndoctrineerd werden en geleerd werd emoties uit te schakelen.
- Het beeld dat men in nazi-Duitsland had van zogenaamde Untermenschen.
- Omdat ze de vrije hand kregen in een concentratiekamp, konden bewa(a)k(st)ers met psychopathische neigingen doen wat ze wilden.

Aan het einde van de Tweede Wereldoorlog werden steeds meer kampen bevrijd door de Russen, waarbij de wreedheden aan het licht kwamen. Het personeel was dan al gevlucht, maar vaak later weer gearresteerd (één Aufseherin is zelfs door voormalige gevangenen herkend en uitgeleverd aan de politie). Veel Aufseherinnen zijn veroordeeld tot de strop, anderen kregen celstraf, variërend van een paar jaar tot levenslang.

## Aufseherinnen
Enkele Aufseherinnen hebben een artikel in deze Wikipedia:
- Jenny-Wanda Barkmann
- Elisabeth Becker
- Johanna Bormann
- Herta Bothe
- Theresa Brandl
- Luise Danz
- Herta Ehlert
- Irma Grese
- Wanda Klaff
- Hildegard Lächert
- Elizabeth Lupka
- Maria Mandl
- Alice Orlowski
- Hermine Ryan-Braunsteiner
- Gerda Steinhoff
- Elisabeth Volkenrath